# Walter Byron
Pour le joueur de hockey sur glace, voir Walter Byron (hockey sur glace).
Walter Byron, est un acteur britannique, né le 11 juin 1899 à Leicester, Angleterre, et décédé à Signal Hill, Californie (États-Unis) le 2 mars 1972.

## Biographie
Il commence sa carrière d’acteur sur les bancs de la « George Brent school of actors », école de cours pour l’apprentissage des acteurs débutants équivalent aux cours d’art dramatique Simon situé à Paris.
Byron a alors tous les atouts pour réussir, il était beau et viril, il plaisait énormément aux filles, mais sa présence sur l’écran n’était pas aussi forte qu'espérée.
Son premier rôle important pour sa carrière est le film La Reine Kelly (1932), tourné et réalisé par Erich von Stroheim. Ce film a peu de succès, puisqu’il est mal géré financièrement par Erich von Stroheim et est considéré comme film perverti, c’est-à-dire  obscène pour l’époque. Après quelques tournages sans grande ferveur, il finit sa carrière en interprétant quelques rôles pour la télévision britannique. Ainsi sa carrière se termine progressivement derrière les écrans de télévision et s'éloigne du cinéma dès 1939.

## Filmographie partielle
- 1928 : L'Innocente (The Awakening) de Victor Fleming : Comte Karl von Hagen
- 1929 : The Sacred Flame de Archie Mayo
- 1932 : La Reine Kelly (Queen Kelly) de Erich von Stroheim : Le Prince Wolfram
- 1931 : Le Dernier Vol (The Last Flight) de William Dieterle : Frink
- 1931 : Le Passeport jaune (The Yellow Ticket) de Raoul Walsh : Comte Nikolai
- 1932 : Three Wise Girls de William Beaudine : Jerry Dexter
- 1932 : Slightly Married de Richard Thorpe : Jimmie Martin
- 1932 : Sinners in the Sun de Alexander Hall : Eric Nelson
- 1933 : Charlie Chan's Greatest Case de Hamilton MacFadden : Henry Jennison
- 1935 : Ne pariez pas sur les blondes (Don't Bet on Blondes) de Robert Florey : Dwight Boardman
- 1936 : Mary Stuart (Mary of Scotland) de John Ford : Sir Francis Walsingham